# Robert Napier
Robert Cornelis Napier, 1. barun Napier od Magdale (Colombo, Šri Lanka 6. prosinca 1810. – London, 14. siječnja 1890.) bio je britanski feldmaršal, za vrijeme britanskih kolonijalnih ratova u 19. stoljeću.

## Životopis
Robert Napier rođen je obitelji topničkog-bojnika u tadašnjem Cejlonu. Njegov otac je poginuo uprvo te godine kad se Robert rodio na Javi. Mali Napier je već 1824. poslan na vojno učilište - Britanske istočnoindijske kompanije u Englesku (Addiscome / Surrey). S 18 godina, 1828. se pridružio u Britanskoj Indijskoj vojsci - Bengalskim inženjercima. Između 1845. i 1846. borio se protiv Sikha za takozvanog Prvog rata sa sikima. Sudionik je bitaka kod Mudkija, Ferozeshaha, Sobraonaja i Gujarata. Za vrijeme Drugog rata sa sikima, zapovjedao je opsadom Multana i borio se u Bitci kod Gujrata.
Godine 1852. je zapovijedao je jedinicama u pohodu na sjeverozapadne indijske odmetnute provincije. Nakon tog je kao zapovjednik stožera Jamesa Outrama, sudjelovao u gušenju Sipajskog ustanka (Indijski narodni ustanak 1857.-58.). Tijekom tih borbi je ranjen, nakon tog je promaknut u čin brigadira.
Napier je 1860. kao zapovjednik divizije pod zapovjedništvom Sir Jamesa Hope Granta vodio anglo-francusku vojnu ekspediciju za vrijeme Drugog opijumskog rata u Kini.
Nakon smrti Lord Elgina 1863. Napier obnaša dužnost potkralja Indije. Tad je promaknut za zapovjednika Britanske indijske vojske sa sjedištem u Bombaju.
U kolovozu 1867. Napier je kao general pukovnik, određen za zapovjednika tajne vojne ekspedicije na Abesiniju. Ona je poduzeta nakon Etiopskog diplomatskog sukoba s Britanijom, kad je car Tevodros II. Etiopski zatočio kao taoce veći broj britanskih diplomata i građana u svojoj planinskoj utvrdi Magdala. Ekspedicijske snage koje je vodio Napier uspjele su se probiti od crvenomorske obale preko planinskih puteva Etiopske visoravni (644 km) do Magdale i nakon bitke sa snagama odanim caru Tevodrosu osloboditi sve zatočenike 1868. Za uspjeh u ovoj misiji, nagrađen je plemićkom titulom Barun Napier od Magdale i ordenom Reda od Batha.
Od 1870. – 1876. Napier obnaša dužnost vrhovnog zapovjednika britanskih snaga u Indiji od 1876. je dužnosti guvernera Gibraltara. Godine 1882. vraća se u Britaniju, tad je promaknut u čin maršala. Od 1886. – 1890. obnaša počasnu dužnost zapovjednika straže (Constable od Tower of London) u londonskom Toweru.
Robert Napier Cornelis umro je 14. siječnja 1890. u Londonu, pokopan je u kripti Katedrale sv. Pavla u Londonu. Za svog života dobio je najviša britanska odlikovanja Orden reda Bath, Orden indijske zvijezde, Orden indijskog carstva.